# Yukinari Sugawara
Yukinari Sugawara (菅原由勢, Sugawara Yukinari), né le 28 juin 2000 à Toyokawa au Japon, est un footballeur international japonais. Il évolue au poste d'arrière droit au Southampton FC.

## Biographie

### Nagoya Grampus
Né à Toyokawa au Japon, Yukinari Sugawara est formé par le Nagoya Grampus. Le 23 février 2018, alors qu'il est âgé de 17 ans et évolue avec les U18, est annoncé son enregistrement dans l'équipe première, avec son coéquipier Shumpei Naruse. Le lendemain, Yukinari Sugawara joue son premier match en professionnel face au Gamba Osaka en championnat. Une rencontre que son équipe remporte sur le score de trois buts à deux. Avec cette apparition il devient à 17 ans, 7 mois et 27 jours le deuxième plus jeune joueur à participer à un match de J. League 1 après Jun'ichi Inamoto, qui avait fait ses débuts en 1997.

### AZ Alkmaar
Le 21 juin 2019 Yukinari Sugawara est prêté pour une saison à l'AZ Alkmaar aux Pays-Bas. Il joue son premier match sous ses nouvelles couleurs le 25 juillet 2019, lors d'une rencontre de Ligue Europa face au BK Häcken. Il entre en jeu à la place de Stijn Wuytens ce jour-là et les deux équipes se neutralisent (0-0). Il joue son premier match d'Eredivisie le 4 août de la même année, lors de la première journée de la saison 2019-2020 face au Fortuna Sittard. Titularisé au poste d'arrière droit ce jour-là, il se distingue en inscrivant également son premier but pour l'AZ, participant ainsi à la victoire de son équipe par quatre buts à zéro.
Lors de l'été 2020 il rejoint définitivement l'AZ Alkmaar, le joueur ayant signé un contrat de cinq ans prenant effet à partir de juillet,. Le 26 août 2020 il joue son premier match de Ligue des champions, lors d'une rencontre qualificative face au FC Viktoria Plzeň. Il entre en jeu à la place d'Oussama Idrissi et son équipe s'impose après prolongations sur le score de trois buts à un.
Il participe aux matchs qualificatifs pour la Ligue Europa 2021-2022 en août 2021, perdue face au Celtic Glasgow. L'AZ est alors reversé en Ligue Europa Conférence 2021-2022. Sugawara est auteur d'une saison pleine en 2021-2022, où dans un rôle de titulaire il joue cinquante matchs toutes compétitions confondues, avec un total de sept passes décisives et un but. Il est toutefois touché au genou en fin de saison et profite de l'été pour se soigner, ce qui lui vaut plusieurs semaines d'absence.

### Southampton FC
Le 14 juillet 2024, Yukinari Sugawara prend la direction de l'Angleterre afin de s'engager en faveur du Southampton FC. Il signe un contrat de quatre ans, soit jusqu'en juin 2028,.
Sugawara marque son premier but pour Southampton le 31 août 2024, lors d'une rencontre de championnat face au Brentford FC. Il est titularisé ce jour-là mais ne peut empêcher la défaite de son équipe malgré son but (3-1 score final).

### En sélection
Avec les moins de 20 ans, Sugawara participe à la coupe du monde des moins de 20 ans en 2019. Lors de cette compétition organisée en Pologne Sugawara est titulaire au poste d'arrière droit et quatre matchs dans leur intégralité. Les jeunes japonais sont éliminés en huitièmes de finale contre la Corée du Sud (0-1 score final). Au total il joue sept match avec cette sélection, tous en 2019.
Yukinari Sugawara est retenu pour la première fois avec l'équipe nationale du Japon en octobre 2020, par le sélectionneur Hajime Moriyasu. Il honore sa première sélection le 9 octobre 2020, à l'occasion d'un match amical face au Cameroun. Il entre en jeu à la place de Genki Haraguchi et les deux équipes se neutralisent ce jour-là (0-0),. 
Sugawara inscrit son premier but pour le Japon contre la Syrie le 21 novembre 2023, à l'occasion d'un match comptant pour les éliminatoires de la Coupe du monde 2026. Titularisé, il participe à la victoire de son équipe par cinq buts à zéro.
Le 1er janvier 2024, il est retenu dans la liste des vingt-six joueurs japonais sélectionnés par Hajime Moriyasu pour disputer la Coupe d'Asie des nations 2023.

## Statistiques

### En club
| Saison                | Club                  | Championnat           | Championnat | Championnat | Championnat | Coupe(s) nationale(s) | Coupe(s) nationale(s) | Coupe(s) nationale(s) | Compétition(s) continentale(s) | Compétition(s) continentale(s) | Compétition(s) continentale(s) | Compétition(s) continentale(s) | Total | Total | Total |
| Saison                | Club                  | Division              | M.          | B.          | P.d.        | M.                    | B.                    | P.d.                  | Comp.                          | M.                             | B.                             | P.d.                           | M.    | B.    | P.d.  |
| 2018                  | Nagoya Grampus        | J1 League             | 13          | 0           | 0           | 6                     | 0                     | 0                     | -                              | -                              | -                              | -                              | 19    | 0     | 0     |
| 2019                  | Nagoya Grampus        | J1 League             | 0           | 0           | 0           | 6                     | 0                     | 0                     | -                              | -                              | -                              | -                              | 6     | 0     | 0     |
| Sous-total            | Sous-total            | Sous-total            | 13          | 0           | 0           | 12                    | 0                     | 0                     | -                              | -                              | -                              | -                              | 25    | 0     | 0     |
| 2019-2020             | AZ Alkmaar (prêt)     | Eredivisie            | 16          | 2           | 1           | 1                     | 0                     | 0                     | C3                             | 11                             | 1                              | 0                              | 28    | 3     | 1     |
| 2020-2021             | AZ Alkmaar            | Eredivisie            | 25          | 2           | 1           | 1                     | 0                     | 0                     | C1+C3                          | 2+3                            | 0+0                            | 0+0                            | 31    | 2     | 1     |
| 2021-2022             | AZ Alkmaar            | Eredivisie            | 36          | 1           | 4           | 4                     | 0                     | 1                     | C3+C4                          | 2+8                            | 0+0                            | 0+2                            | 50    | 1     | 7     |
| 2022-2023             | AZ Alkmaar            | Eredivisie            | 31          | 3           | 8           | 2                     | 0                     | 0                     | C4                             | 14                             | 1                              | 3                              | 47    | 4     | 11    |
| 2023-2024             | AZ Alkmaar            | Eredivisie            | 30          | 4           | 7           | 2                     | 0                     | 1                     | C4                             | 10                             | 0                              | 1                              | 42    | 4     | 9     |
| Sous-total            | Sous-total            | Sous-total            | 138         | 12          | 19          | 10                    | 0                     | 2                     | -                              | 50                             | 2                              | 6                              | 198   | 14    | 27    |
| 2024-2025             | Southampton FC        | Premier League        | 28          | 1           | 1           | 2                     | 0                     | 0                     | -                              | -                              | -                              | -                              | 30    | 1     | 1     |
| Total sur la carrière | Total sur la carrière | Total sur la carrière | 179         | 13          | 20          | 24                    | 0                     | 2                     | -                              | 50                             | 2                              | 6                              | 253   | 15    | 28    |

### En sélection
| Années                | Sélection             | Phases finales             | Phases finales | Phases finales | Phases finales | Éliminatoires | Éliminatoires | Éliminatoires | Éliminatoires | Amicaux | Amicaux | Amicaux | Total | Total | Total |
| Années                | Sélection             | Comp.                      | M.             | B.             | P.d.           | Comp.         | M.            | B.            | P.d.          | M.      | B.      | P.d.    | M.    | B.    | P.d.  |
| --------------------- | --------------------- | -------------------------- | -------------- | -------------- | -------------- | ------------- | ------------- | ------------- | ------------- | ------- | ------- | ------- | ----- | ----- | ----- |
| 2020                  | Japon                 | -                          | -              | -              | -              | -             | -             | -             | -             | 1       | 0       | 0       | 1     | 0     | 0     |
| 2021                  | Japon                 | -                          | -              | -              | -              | CdM 2022      | -             | -             | -             | -       | -       | -       | 0     | 0     | 0     |
| 2022                  | Japon                 | Coupe d'Asie de l'Est 2022 | -              | -              | -              | CdM 2022      | -             | -             | -             | -       | -       | -       | 0     | 0     | 0     |
| 2022                  | Japon                 | Coupe du monde 2022        | -              | -              | -              | CdM 2022      | -             | -             | -             | -       | -       | -       | 0     | 0     | 0     |
| 2023                  | Japon                 | -                          | -              | -              | -              | CdM 2026      | 1             | 1             | 0             | 6       | 0       | 1       | 7     | 1     | 1     |
| 2024                  | Japon                 | Coupe d'Asie 2023          | 2              | 0              | 0              | CdM 2026      | 3             | 1             | 0             | 1       | 0       | 0       | 6     | 1     | 0     |
| 2025                  | Japon                 | -                          | -              | -              | -              | CdM 2026      | 1             | 0             | 0             | -       | -       | -       | 1     | 0     | 0     |
| Total sur la carrière | Total sur la carrière | Total sur la carrière      | 2              | 0              | 0              | -             | 5             | 2             | 0             | 8       | 0       | 1       | 15    | 2     | 1     |

Le tableau suivant liste les rencontres de l'équipe du Japon dans lesquelles Yukinari Sugawara a été sélectionné depuis le 9 octobre 2020 jusqu'à présent :